# Institut Jaume Vicens Vives
L'Institut Jaume Vicens Vives és un Institut d'Educació Secundària de la ciutat de Girona fundat l'any 1846. Conegut amb el nom popular d'Institut de Girona, té uns 900 alumnes i un equip docent de 87 professors que imparteix els cursos d'ESO, Batxillerat LOE (en les modalitats de diürn, nocturn i a distància) i del Batxillerat Internacional.
Entre 1841 i 1966, la seva seu fou a la Casa Cartellà, l'antic convent de l'orde mendicant dels Frares Menors Caputxins, seu actual de l'Arxiu Municipal de Girona i del Museu d'Història de Girona. Actualment està situat al carrer Isabel la Catòlica 17.

## Història
El Govern espanyol va fundar l'institut de segona ensenyança el 1845, com a part d'un pla gran per millorar els estudis de secundària. És per això que es creà un centre a cada capital de província. Així, el 17 de setembre un institut de segona ensenyança es va establir a Girona, a l'antic convent dels Frares Menors Caputxins. Amb pocs recursos, proporcionats per la Diputació provincial, l'institut va poder començar el curs i va poder comprar importants col·leccions a París d'història natural, botànica, química i física, i es va crear una important biblioteca per als alumnes i per als habitants de la ciutat de Girona. També entre el 1963 i 1965 va disposar d'una coral, dirigida per Josep Viader, que alhora era director del Conservatori de Música Isaac Albéniz de Girona.
Des del 1966, l'escola és en unes noves instal·lacions, construït a la part alta de Girona. L'institut és el principal centre educatiu a la província de Girona, amb instal·lacions renovades i alguns cursos experimentals, com el Programa del Diploma del Batxillerat Internacional des de 1999. A més, l'equip directiu liderat per Estanislau Puig va crear la Fundació de l'Institut Jaume Vicens Vives, i un patronat d'exalumnes, per donar suport a aquestes noves experiències.